# 卡塔尼亞足球俱樂部
卡塔尼亚足球俱乐部（Calcio Catania）乃一家位於意大利南部西西里島的足球俱樂部，成立於1946年，代表色為紅色和淺藍色。 
這支球會長期以來都處於聯賽中下游，五、六十年代一直都在護級邊緣掙扎，隨後還連降至丙組。1993年更因財政問題，被賽會要求解散，要意大利司法部介入才擺平。踏入廿一世紀，這支球會成績開始回升，2006-07年球季更以意乙聯賽第二位，升上甲組。最近數賽季球隊一直都在意甲參賽。
2021年底，球隊由於財困被勒令破產，同時被逐出意大利足球丙级联赛，球員和職員也被遣散。

## 歷史
源起
卡坦尼亞的前身是成立於1908年的「A.S. Educazione Fisica Pro Patria」，其後更名為「US卡坦尼亞人」（Unione Sportiva Catanese）。第一次世界大戰後開始參賽本地的「西西里聯邦盃」（Coppa Federale Siciliana），於1927年參加「卡坦尼亞錦標賽」（Campionato Catanese），贏得1928/29年的冠軍升班義大利南部乙組聯賽，同時再更名為「SS卡坦尼亞」〔Società Sportiva Catania〕。1934年首次升班意乙，首季取得第4位的成績，冠軍得主是热那亚。卡坦尼亞在意乙維持了三季，期間又再更名為「ACF卡坦尼亞」（Associazione Calcio Fascista Catania），於1937年降班意丙。僅兩季後以冠軍身份重返意乙，但未能站穩席位，全季34戰僅獲3勝以墊底成績降班意丙，一直停留直到第二次世界大戰爆發。
重生
戰後卡坦尼亞重組參賽本地的「西西里錦標賽」（Campionato Siciliano），季末與當地另一支球隊「Elefante Catania」合併，並於1945/46年球季再次在意丙角逐，惟成績包尾，球季結束後，與該季位列第8位的「Virtus Catania」合併，組成「卡坦尼亞足球會」（Club Calcio Catania），仍然留在意丙聯賽角逐。球隊於1949年獲得升班意乙。
黃金年代
1950年代末期到1960年代可稱為卡坦尼亞的黃金年代，期間曾兩度升班意甲。1954年首次升上頂級聯賽，並取得第12位的中游成績，因為違規與是屆亞軍一同被罰降班。
1959/60年球季卡坦尼亞與特里斯蒂納競逐升班，直到聯賽煞科日，卡坦尼亞2-4負於，幸而特里斯蒂納亦只能2-2賽和，卡坦尼亞以1分之微獲得第3位及最後一個升班名額。卡坦尼亞自1960/61年球季升班意甲後維持長達6年之久，首季更取得第8位的良好成績，而同年排在榜尾降班的兩隊是名牌球隊及，是季球隊曾兩勝拿坡里及博洛尼亚，主場分別擊敗、米蘭雙雄AC米蘭及國際米蘭。球隊再於1963/64年及1964/65年球季取得第8位的成績。
有得有失
卡坦尼亞於1966年降班意乙，與同處意乙的展開「西西里德比」，直到1968年巴勒莫首先取得升班資格，而卡坦尼亞亦於1969/70年球季獲得聯賽季軍再次升班意甲，但翌季即以墊底成績降回意乙，主因是缺乏入球球員，整季30戰僅射入18球。
球隊於1974年更加降班到意丙，雖然僅一季即以冠軍身反彈升回意乙；但卡坦尼亞於1977年再次降班，這次花了三季才取得更名意丙甲（Serie C1）冠軍升班。於1982/83年球季升班附加賽1勝1負取得聯賽季軍，緊隨AC米蘭及之後升班意甲。但高處不勝寒，僅一季即排在榜末降班返回意乙，整季只曾在對比萨取得唯一勝仗，僅獲得12分。
跌後再起

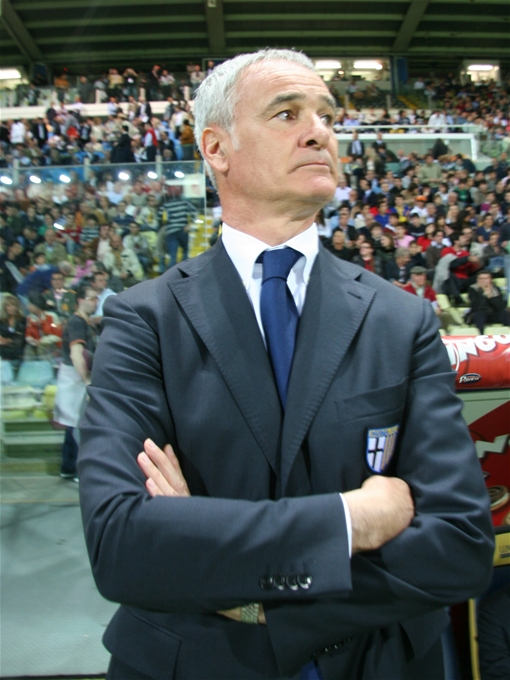
球員時代的雲尼亞里在80年代曾為球隊上陣接近100場

降班後卡坦尼亞一沉不起，再沒有回升意甲的能力，更於1980年代末期再降一級到意丙甲聯賽作賽。卡坦尼亞於1993年因財產違規而一度被意大利足球協會刪除會席。經歷漫出的法律爭辯，法院宣佈意大利足球協會的決定無效，卡坦尼亞獲得參與國內第六級的「西西里地區聯賽」（Eccellenza Sicily）的資格，但這時一支原本以錫拉庫薩省蘭天尼（Lentini）為基地名為「Atletico Leonzio」的球隊搬遷到卡塔尼亞，並更名卡坦尼亞競技（Atletico Catania）以圖取得代表城市的地位。雖然經歷種種不利的情況，「正牌」卡坦尼亞於1995年以冠軍身份升班意丙乙，再於1999年同樣贏得冠軍升班意丙甲；2001年在升班附加賽決賽兩回合累計1-2負於同樣來自西西里島的錯失升班機會；但翌年再次晉級附加賽決賽，則成功兩回合累計1-0擊敗塔雷托（Taranto Sport），得以重返意乙。
2002/03年球季卡坦尼亞成為爭議焦點，原本排榜末第17位的卡坦尼亞按例需要降班，但球隊上訴1-1賽和錫耶納一役對方選用不合法的球員上陣，獲判勝訴改為2-0獲勝，增加兩分後變為不用降班，期間意大利足球協會曾一度反口又再維持原判，最終於8月決定將意乙隊數由20隊增加到24隊，讓卡坦尼亞、热那亚及沙兰力坦拿（Salernitana）留班，並加入重組的參加2003/04年球季，被稱為「卡坦尼亞事件」（Caso Catania）。但這次改組惹怒意乙原布的球隊，群起杯葛，導致球季延遲展開。意乙於2004/05年球季減為22隊，而同時意甲則由18隊增加到20隊。同年廉價航空公司「Windjet」主席安东尼诺·普尔维伦蒂（Antonino Pulvirenti）成功收購卡坦尼亞，並帶領球隊復興，於2005/06年球季奪得意乙亞軍，再次升班到頂級聯賽。
重返意甲

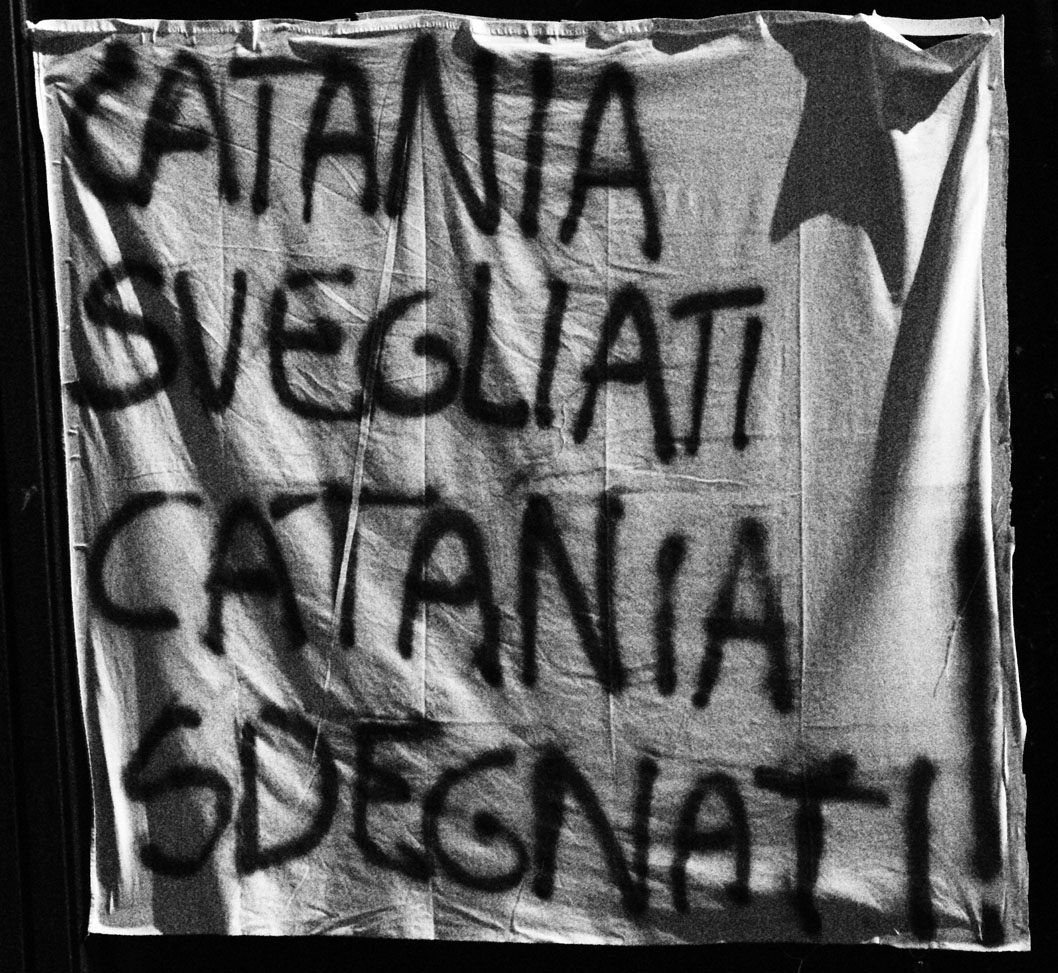
出事後主場展示的條幅，意譯為「卡坦尼亞清醒，重拾尊嚴」。

2006/07年球季是卡坦尼亞缺席意甲22年後的首個球季，開季成績不俗，雖然吃了數場大敗，但憑著主場的優秀戰績，經歷20輪聯賽後，球隊高佔第4位。但2007年2月2日發生西西里暴亂事件後形勢急轉，這場主場對的西西里德比賽前敵對球迷相遇爆發激烈衝突，導致一名警察死亡，事後意大利足球協會專員卢卡·潘卡利取消國內一切與足球有關的活動，包括所有聯賽及國家隊的比賽；卡坦尼亞班主兼主席普尔维伦蒂宣佈脫離足球界。當聯賽恢復比賽後，卡塔尼亞被判在當季餘下主場比賽需改在中立球場閉門舉行，而球隊的狀態亦急遽下跌，連續12場不勝，直到2007年4月底才以1-0擊敗。球季結束卡坦尼亞只獲得第13位的成績，在聯賽煞科日2-1擊敗護級對手才力保意甲席位，僅比降班區域多兩分。
翌季主教練帕斯夸莱·马里诺（Pasquale Marino）離隊轉投，由西尔维奥·巴尔迪尼（Silvio Baldini）接掌兵符。雖然球隊歷來首次晉級意大利盃準決賽，兩回合累計僅以1-2負於最終冠軍得主羅馬，但卡坦尼亞在聯賽戰績不濟，巴尔迪尼於2008年3月31日辭職，由缺乏意甲執教經驗的辛格接任，但他帶領球隊在煞科日主場1-1迫和羅馬，再次驚險成功護級，排第17位，僅比低一位降班的多1分。
2008/09年球季辛格續約一年繼續擔任主教練，他訓練球隊處理自由球多變的形式馳名意甲，卡坦尼亞遠離降班區域取得第15位的中游成績結束球季，成功渡過第三個意甲球季。
辛格於2009年6月5日轉投球隊死敵，球隊邀請此前擔任巴尔迪尼助教的（Gianluca Atzori）出掌球隊，新球季徹底阿根廷化，陣中擁有多達11名阿根廷球員。

### 聯賽紀錄
| 級別 | 屆數 | 首次參賽    | 最近參賽    |
| ---- | ---- | ----------- | ----------- |
| 意甲 | 13   | 1954/1955年 | 2009/2010年 |
| 意乙 | 33   | 1934/1935年 | 2005/2006年 |
| 意丙 | 29   | 1930/1931年 | 2001/2002年 |
| 意丁 | 2    | 1929/1930年 | 1994/1995年 |

## 主場球場
安杰洛·马西米诺球场（Stadio Angelo Massimino，前稱Stadio Cibali）是位於義大利西西里島卡塔尼亞的多用途運動場，現時主要用於足球比賽，是卡塔尼亞足球俱樂部的主場球場，草坪有一條標準田徑跑道環繞，亦附設排球場及籃球場，更有5個健身室。球場始建於1937年，可容23,420名觀眾。於2002年為紀念於1969年到1996年出任球隊主席的安杰洛·马西米诺（Angelo Massimino）而更名安杰洛·马西米诺球场。球場於1991年及1997年曾經進行重建，而球場亦即將擴建到可容30,000人。
西西里暴亂事件後，自2007年2月14日開始卡坦尼亞被禁止在马西米诺球场作賽，禁令直到6月30日才取消。
安杰洛·马西米诺球场亦曾舉辦兩場義大利國家隊的主場比賽，包括1998年1月28日3-0擊敗斯洛伐克及2002年2月13日1-0擊敗美國。

## 榮譽
意乙
- 冠軍：1953/54年；
- 升班：1959/60年、1969/70年、1982/83年、2005/06年；

阿爾卑斯盃（Coppa delle Alpi）
- 亞軍：1964年；

意丙 / 意丙一
- 冠軍：1938/39年、1947/48年、1948/49年、1974/75年、1979/80年；
- 升班：2001/02年；

意丙二
- 冠軍：1998/99年；

意丁
- 冠軍：1994/95年；

## 著名球員
- (Claudio Ranieri)

## 外部連結
- 球會官方網站（页面存档备份，存于）
- 卡坦尼亞球迷網站 （页面存档备份，存于）